# Žydrūnas Ilgauskas
Žydrūnas Ilgauskas (ur. 5 czerwca 1975 w Kownie) – litewski koszykarz grający na pozycji środkowego.

## Życiorys
Mierzący 221 cm wzrostu koszykarz w ojczyźnie grał w Žalgirisie i Atletas, klubach z rodzinnego miasta. Do NBA został wybrany z 20 numerem w drafcie 1996 przez Cleveland, do Stanów Zjednoczonych wyjechał po roku. Od początku uchodził za spory talent, jednak rozwój jego kariery hamowały liczne kontuzje. W pierwszym roku rozegrał co prawda wszystkie 82 spotkania w sezonie regularnym i został wybrany do pierwszej piątki debiutantów, jednak już w następnym tylko pięciokrotnie wybiegał na parkiet. Od kilku lat uchodzi jednak za jednego z najlepszych środkowych NBA, dwukrotnie był wybierany do meczu gwiazd (2003, 2005). 17 lutego 2010, po 14 latach gry w Cavaliers, przeszedł do Washington Wizards, nie rozegrał jednak ani jednego spotkania w barwach klubu ze stolicy i rozstał się z ekipą z Wizards za porozumieniem stron, wykupując kontrakt, po czym ponownie podpisał kontrakt z Cavaliers. Miejsce dla Ilgauskasa znalazło się ponownie po tym jak władze zwolniły Darnella Jacksona. 30 września 2011 roku oficjalnie zakończył karierę.

## Osiągnięcia
NBA
- 2-krotny wicemistrz NBA (2007, 2011)[2]
- Wybrany do I składu debiutantów (1998)[3]
- MVP Rookie Challenge (1998)[4]
- 2-krotny uczestnik Meczu Gwiazd NBA (2003, 2005)[5]
- Klub Cleveland Cavaliers zastrzegł należący do niego w numer 11[6]
- Lider wszech czasów klubu Cavaliers w rozegranych spotkaniach (771), zbiórkach (5 904) oraz blokach (1 269)[7]

Inne indywidualne
- Lider litewskiej ligi koszykówki LKL w:
  - zbiórkach (1994, 1995)
  - blokach (1994)